# Hamburgische Electricitäts-Werke

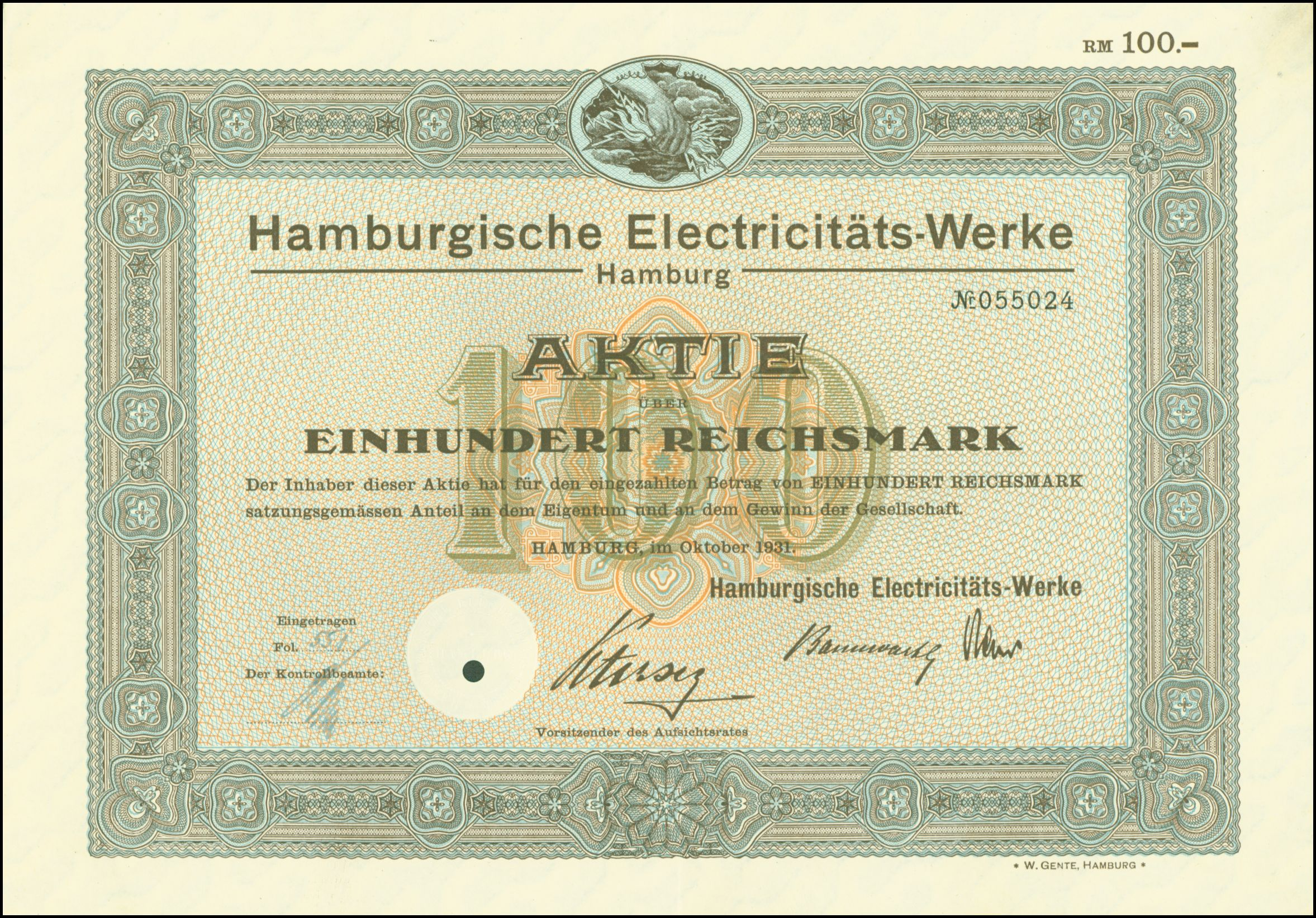
Aktie über 100 RM der Hamburger Electrizitäts-Werke vom 31. Oktober 1931

Die Hamburgische Electricitäts-Werke AG (HEW) waren ein Unternehmen zur Strom- und Fernwärmeversorgung in Hamburg. Die HEW wurden am 15. März 1894 gegründet, um zusammen mit der Elektrizitäts-Aktiengesellschaft, die als Schuckert & Co. seit 1893 mit der Hamburger Stromversorgung beauftragt war, die Versorgung Hamburgs mit elektrischer Energie zu übernehmen. Von 1914 bis 2002 war die Freie und Hansestadt Hamburg an den HEW beteiligt und das Versorgungsmonopol wurde auf ganz Hamburg ausgedehnt. 2002 ging das Unternehmen in der Vattenfall Europe AG auf, einer Tochter des schwedischen Konzerns Vattenfall AB. Seit 2006 besteht der bisherige Markenname nicht mehr. 2014 ging das Gemeinschaftsunternehmen zum Betrieb des Hamburger Stromverteilnetzes Stromnetz Hamburg in das Eigentum der Freien und Hansestadt Hamburg zurück.

## Geschichte

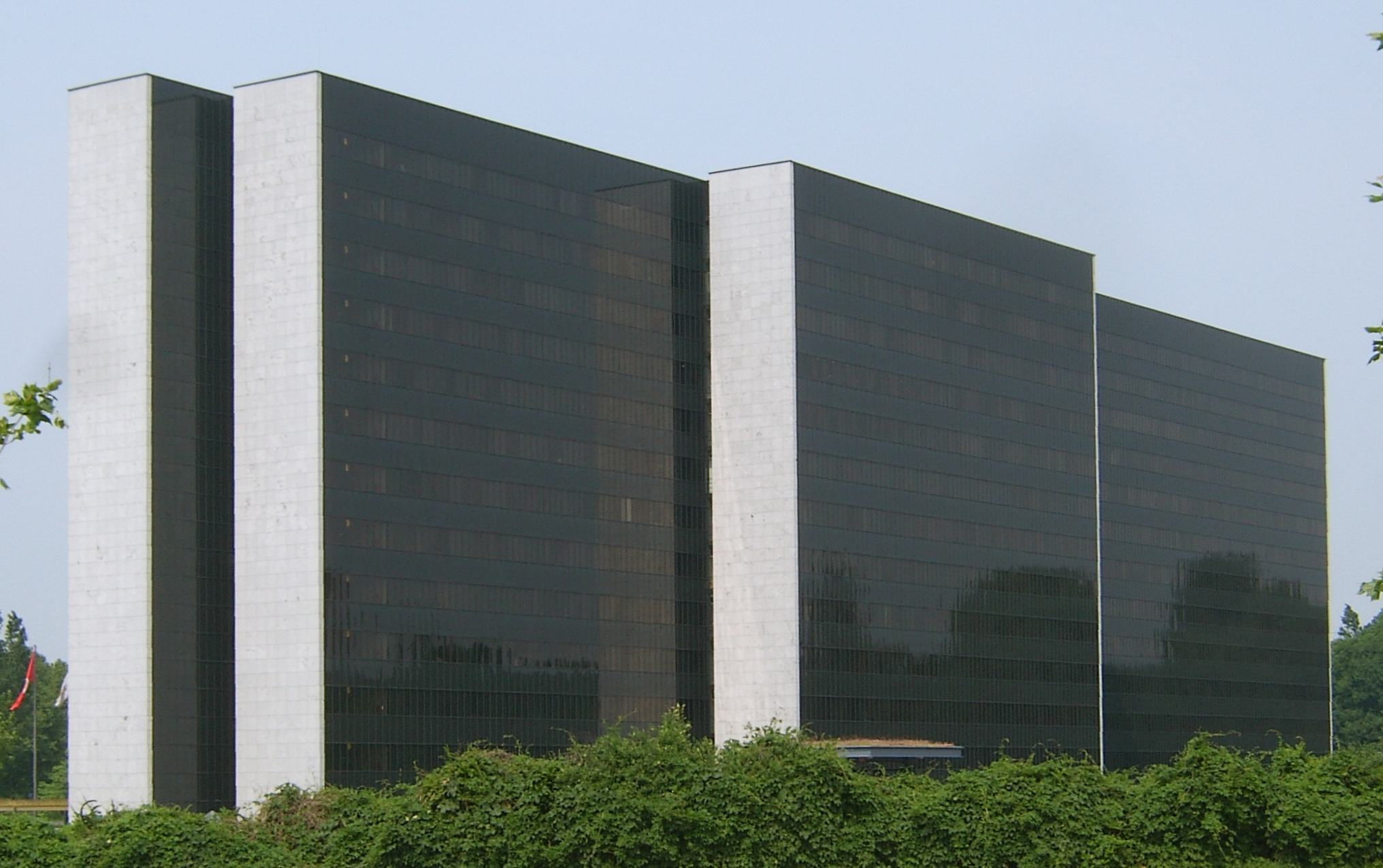
HEW-Zentrale in der City-Nord,
ein Entwurf von Arne Jacobsen

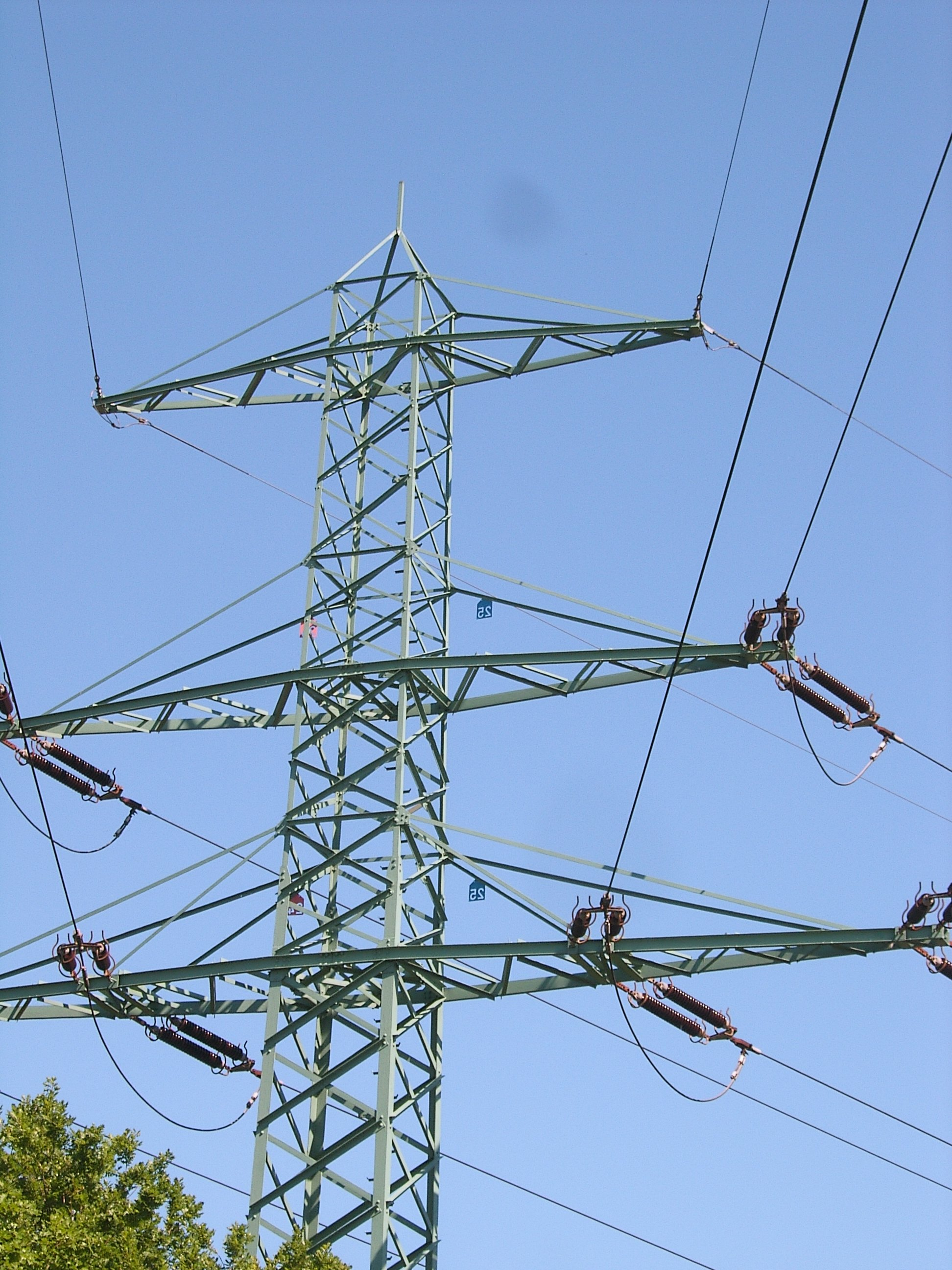
Ab den 1930ern Jahren erbauten die Hamburger Elektrizitätswerke ein erstes Freileitungsnetz aus 110-kV-Leitungen, als Bauform wurden Donaumasten mit Erdseiltraverse verwendet.

Die Anfänge der Stromnutzung in Hamburg gehen bis auf das Jahr 1873 zurück, als die Norddeutsche Affinerie AG mit der ersten dynamo-elektrischen Maschine Gleichstrom zur Metallgewinnung einsetzte. Im Laufe der Zeit übernahmen die HEW auch andere Versorgungsaufgaben. Die Fernwärmeversorgung nach dem Prinzip der Kraft-Wärme-Kopplung wurde seit 1921 mit dem Fernheizwerk Hamburg GmbH bewältigt, das zusammen mit der Firma Rudolph Otto Meyer gegründet wurde.
Bis 1975 war Ernst Zander (* 1927) Vorstand der Hamburgischen Electricitäts-Werke, danach war er im Vorstand der Reemtsma Cigarettenfabriken.
Im Jahr 1988 übernahmen die HEW die Mehrheitsbeteiligung an der Hamburger Gaswerke GmbH. 1995 wurde das Tochterunternehmen HanseNet als regionaler Telekommunikations-Dienstleister gegründet, 2003 jedoch vollständig an die Telecom Italia verkauft.
1997 verkaufte die Stadt Hamburg jeweils 12,5 % plus eine Aktie an die schwedische Sydkraft Aktiebolag (2001 von E.ON übernommen) und die PreussenElektra AG (fusionierte im Sommer 2000 mit der Bayernwerk AG zu E.ON Energie) für 664,5 Mio. Euro.
Im November 1999 erwarb Vattenfall 25,1 Prozent plus eine Aktie der Unternehmensanteile von der Freien und Hansestadt Hamburg für 1,7 Mrd. DM (869,2 Mio. Euro). Im Mai 2001 war der schwedische Konzern Mehrheitsaktionär. Im Juni 2002 verkaufte Hamburg die verbliebenen 25,1 % plus eine Aktie an Vattenfall für ebenfalls 1,7 Mrd. DM (869,2 Mio. Euro). Am 21. August 2002 wurde die Verschmelzung mit der VEAG beschlossen und so die Vattenfall Europe AG mit Sitz in Berlin gegründet. Zum 1. Januar 2006 fand die Überleitung des Markennamens auf Vattenfall Europe Hamburg statt.
Vattenfall gliederte den Betrieb des Hamburger Stromverteilnetzes aus rechtlichen Gründen in eine eigene Gesellschaft aus. An dieser Gesellschaft beteiligte sich die Freie und Hansestadt Hamburg im Juni 2012 mit 25,1 %. Anfang 2014 ging das Gemeinschaftsunternehmen Stromnetz Hamburg GmbH nach einem Bürgerentscheid vollständig in das Eigentum der Freien und Hansestadt Hamburg zurück.

### HEWundHAW
Der größte Kunde der HEW waren die Hamburger Aluminium-Werke (HAW). Der energieintensive Betrieb zur Aluminium-Erzeugung und -Verarbeitung mit 420 Mitarbeitern zahlte ca. 70 Mio. Euro jährlich für Strom. Fast 40 Prozent der Produktionskosten entfielen auf die Energiekosten. Als die HEW eine knapp 50-prozentige Erhöhung auf rund 100 Mio. Euro für die Zukunft forderten, verkündete der norwegische Energiekonzern Norsk Hydro, dem die HAW gehört, deren Schließung. Daraufhin erklärten sich die HEW bereit, auf die geplante Erhöhung zu verzichten und dem Unternehmen noch weitere Rabatte beim Strombezug einzuräumen. Dennoch kam es zu keiner Einigung und die HAW wurden am 31. Dezember 2005 geschlossen.
2006 erfolgten neue Verhandlungen zwischen der Stadt Hamburg und der Trimet Aluminium AG, die nun positiv verliefen. Am 10. November 2006 wurde der Kaufvertrag für die Aluminiumhütte (Elektrolyseanlage) und das Anodenwerk in Hamburg unterzeichnet. Im Juni 2007 wurde der Betrieb unter dem Namen Trimet Aluminium AG wieder aufgenommen.

### Kraftwerke
- Steinkohle-Heizkraftwerk Wedel.[7]

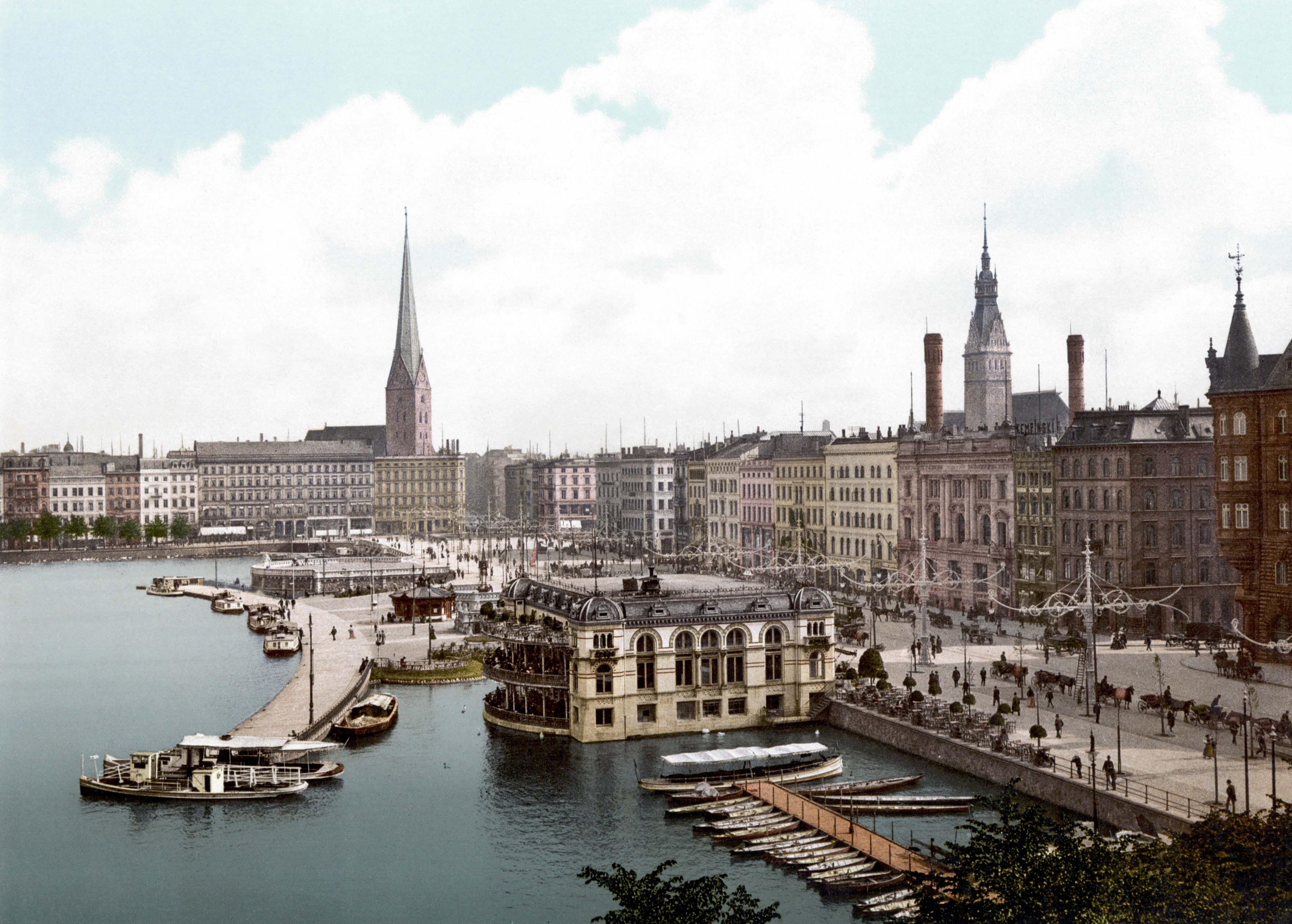
An den Seiten des Rathauses: Die Schornsteine vom ersten Kraftwerk der HEW an der Stadtwassermühle (zwischen Jungfernstieg und Poststraße)

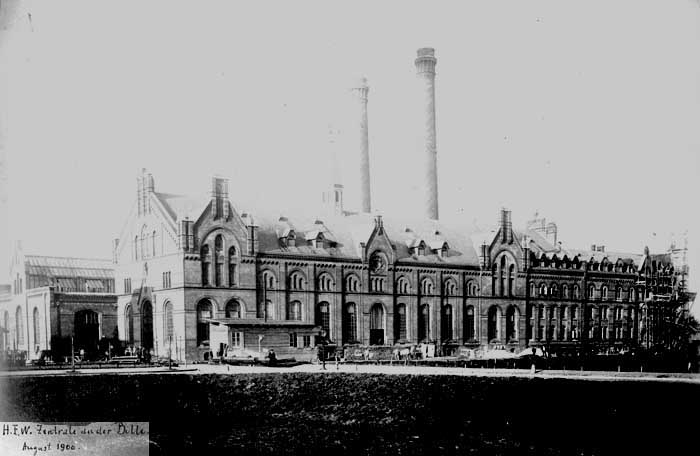
Kraftwerk Bille im August 1900 am Bullerdeich in Hammerbrook

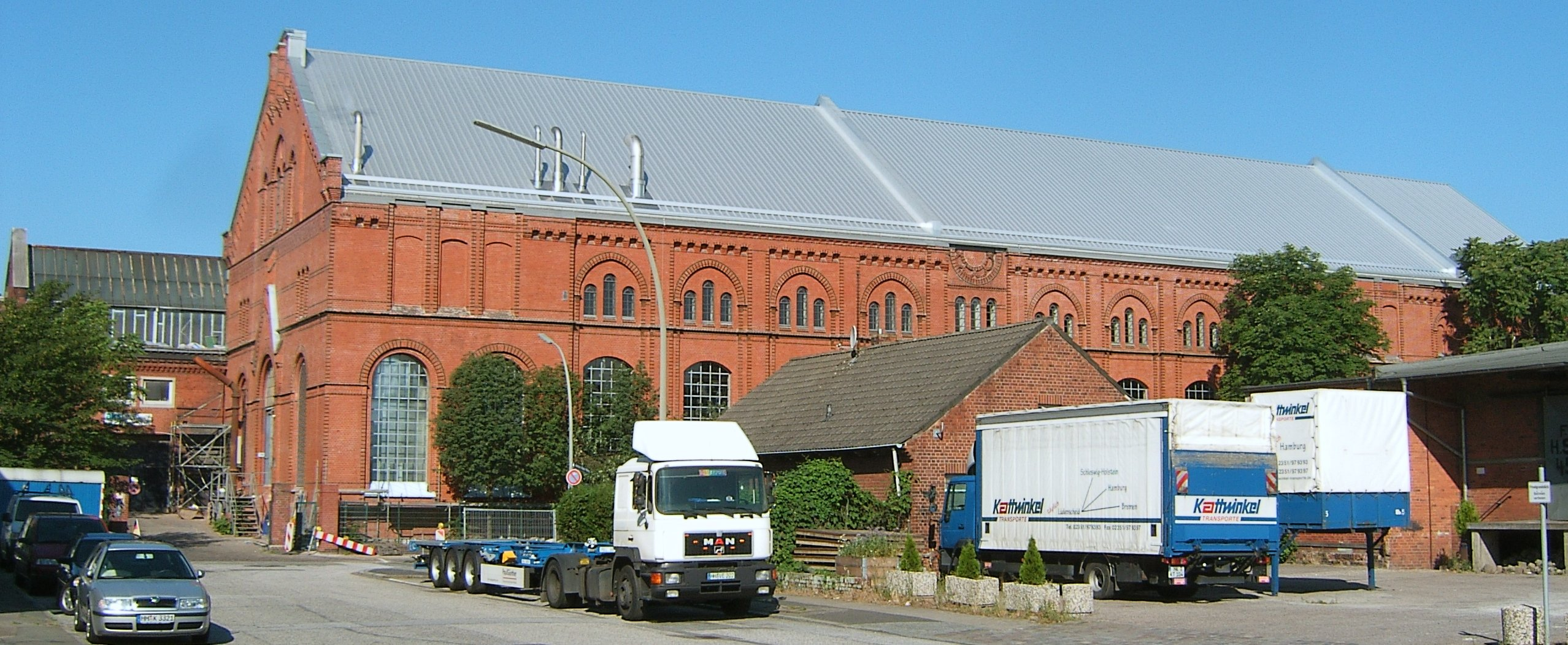
Ehemaliges Kraftwerksgebäude am heutigen Anton Ree-Weg 50

- Industrie – Heizkraftwerk Harburg, Steinkohle, Raff.Gas, Heizoel schweres u. EL
- Steinkohle-Heizkraftwerk Tiefstack
- Kernkraftwerk Stade (2003 stillgelegt)
- Kernkraftwerk Brokdorf (2021 stillgelegt)
- Kernkraftwerk Brunsbüttel (2011 stillgelegt)
- Kernkraftwerk Krümmel (2011 stillgelegt)
- Gaskraftwerk Moorburg
- Gasturbinenkraftwerke Moorburg, Wedel und Brunsbüttel
- Heizwerk HafenCity
- Steinkohle-Kraftwerk Neuhof (1983 stillgelegt), mit Ferndampfversorgung der Raff. Oelwerke Julius Schindler,
- Schweröl-Heizkraftwerk Neuhof, erbaut 1982 (2000 stillgelegt), mit Ferndampfversorgung der Raff.Oelwerke Julius Schindler,
- Pumpspeicherwerk Geesthacht
- Müllverbrennungsanlagen MVB und MVR
- VERA Klärschlammverbrennung
- Biomassekraftwerk Hamburg
- Kraftwerk Ost-Hannover, Alt Garge (1974 stillgelegt)
- Kohlekraftwerk "Karoline", Hamburg, Karolinenstraße (1988 stillgelegt), war das erste Kraftwerk der HEW
- Kraftwerk Bille; das ehemalige Kraftwerks-Gebäude[8] wird heute von der MIB AG aus Leipzig als "Raum für Stadtpioniere", eine Art Gewerbehof für Kultur vermarktet.[9][10]